# Kei-appel
De kei-appel (Dovyalis caffra, basioniem: Aberia caffra) is een plant uit de wilgenfamilie (Salicaceae). Voorheen werd de plant ingedeeld bij de familie Flacourtiaceae. In Afrika staat de soort ook wel bekend onder de naam umkokolo.
Het is een struik of tot 10 m hoge boom. De plant kan bedekt zijn met 2,5-7,5 cm lange stekels. De bladeren zijn afwisselend geplaatst vaak gegroepeerd op zijtakken. Ze zijn langwerpig-eirond, 2,5-7,5 cm lang, glanzend en hebben een korte bladsteel.
De plant is doorgaans tweehuizig: mannelijke en vrouwelijke bloemen bevinden zich op verschillende planten. De bloemen zijn bleekgeel, klein en bevinden zich in groepjes in de bladoksels. Ze bezitten geen kroonbladeren.
De vruchten zijn ei- tot bolvormige, 2,5-4 cm lange bessen. Ze hebben rijp een heldergele, gladde, enigszins donzige, stevige schil en melig, abrikoosachtig, sappig, zeer zuur vruchtvlees. In de vrucht bevinden zich vijf tot vijftien, afgeplatte, puntige zaden.

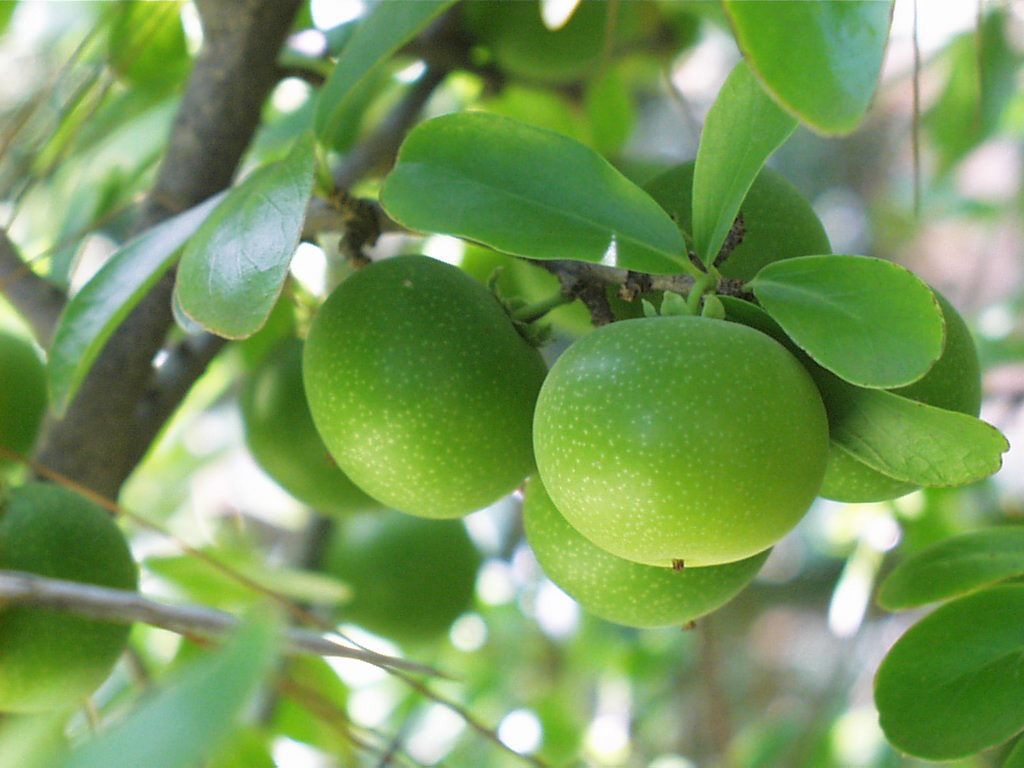
Onrijpe vruchten

De vruchten worden doorgaans te zuur bevonden om als handfruit te dienen. Ze worden met suiker verwerkt in desserts en fruitsalades. Ook worden ze verwerkt in jam en gelei. Onrijpe vruchten worden zoetzuur ingelegd.
De kei-appel komt van nature voor in zuidwestelijk Afrika. De soort kan onder meer gevonden worden in het gebied van de Groot-Kei, waar de plant zijn nam aan ontleent. De plant wordt gekweekt in diverse subtropische gebieden en op gematigde standplaatsen in tropische gebieden. Er wordt gepoogd om minder zuur smakende en doornloze rassen te ontwikkelen.